# Centre national du cinéma et de l’image animée

Das Logo des CNC

Das Centre national du cinéma et de l’image animée (CNC) ist die staatliche französische Filmförderungsbehörde mit Sitz im Pariser 16. Arrondissement.
Das CNC wurde 1946 gegründet unter dem Namen Centre national de la cinématographie und untersteht dem französischen Kulturministerium. Der oder die Vorsitzende der Behörde (zurzeit die Produzentin Véronique Cayla) wird vom Kulturminister ernannt. 2011 konnten Filme mit 720 Millionen Euro gefördert werden.
Das CNC verwaltet ein Filmarchiv in der ehemaligen Festung von Bois-d’Arcy bei Versailles. Es ist Mitglied im Vertriebsverband TV France International.

## Persönlichkeiten
- Frédérique Bredin, Präsidentin ab 2013